# يوجينيا كالي
يوجينيا إي. «جين» كالي (بالإنجليزية: Eugenia Calle)‏ (1952-2009) باحثة أمريكية في السرطان والأوبئة.

## النشأة والتعليم
نشأت في فيرلون، ودرست في مدرسة كوبلي الثانوية في الستينات من القرن العشرين. حصلت على درجة البكالوريوس من جامعة كولومبيا وعلى درجة الدكتوراه من جامعة ولاية أوهايو.

## الأكاديمية المهنية
بعد أن عملت في مختبر أوك ريدج الوطني وفي وقت لاحق مراكز السيطرة على الأمراض انضمت إلى الجمعية الأمريكية للسرطان (ACS) في عام 1989 بمنصب مدير للمجموعة الدراسية. أصبحت مديرة قسم في الرابطة في عام 1999، وتم ترقيتها إلى منصب نائب الرئيس. بينما في الرابطة أنها وجهت لدراسة الوقاية من السرطان، كما أجرت دراسات حول العلاقة بين السمنة والسرطان. وقبل ما يقرب من أسبوعين على وفاتها، تقاعدت من منصب نائب رئيس الوبائيات والترصد البحث في الرابطة.

## الوفاة
توفيت في السابع عشر من فبراير عام 2009 في أتلانتا، في سن 57 عاما. ماتت من ضربة رأس ضربها رجل تظاهر بأنه يريد شراء عمارات لها، والتي كانت تخطط لبيعها. اعترف شخص يدعى شمال تومسون في وقت لاحق بأنه مذنب بقتلها وحكم عليه بالسجن مدى الحياة في أغسطس 2010.